# Terina accra
Terina accra là một loài bướm đêm trong họ Geometridae.